# Morbus Osgood-Schlatter
Morbus Osgood-Schlatter (englisch Osgood-Schlatter disease, rugby knee) ist eine schmerzhafte Reizung der Insertion (Ansatz) der Patellasehne (Kniescheibensehne) am vorderen Schienbein. Dabei können sich Knochenstücke aus dem Schienbein lösen und absterben (Nekrose). Die Erkrankung wird deshalb zu den aseptischen (d. h. nicht infektionsbedingten) Osteonekrosen gerechnet.
Der amerikanische Chirurg Robert Bayley Osgood (1873–1956) und der Schweizer Chirurg Carl Schlatter (1864–1934) veröffentlichten im Jahr 1903 unabhängig voneinander Fallberichte über die nach ihnen benannte uninfektiöse Knochennekrose. Eine bei Haushunden auftretende ähnliche Erkrankung ist aufgrund einiger Unterschiede besser als Tuberositas-tibiae-Avulsion zu bezeichnen.

## Vorkommen und Symptome
Man nimmt an, dass trainingsbedingte Überlastung  die Ursache ist. Morbus Osgood-Schlatter tritt bei 20 Prozent der sportlich-tätigen Jugendlichen auf, aber nur bei fünf Prozent der Nicht-Sportler. Die Krankheit verläuft asymmetrisch, tritt aber bei 25–50 Prozent auf beiden Knien auf. Das typische Alter der Patienten beträgt neun bis vierzehn Jahre, bei Mädchen tritt die Krankheit – wie auch der pubertäre Wachstumsschub – ein bis zwei Jahre früher auf. Männliche Jugendliche sind häufiger betroffen, da aber sportliche Aktivität unter weiblichen Jugendlichen in den letzten Jahren zunimmt, tritt die Krankheit auch bei Mädchen öfter auf.

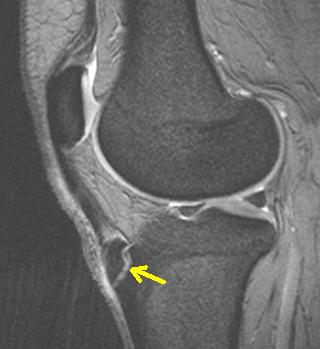
Seitliche Kernspintomografie. Beachte das abgelöste Knochenstück (Pfeil) am Schienbein

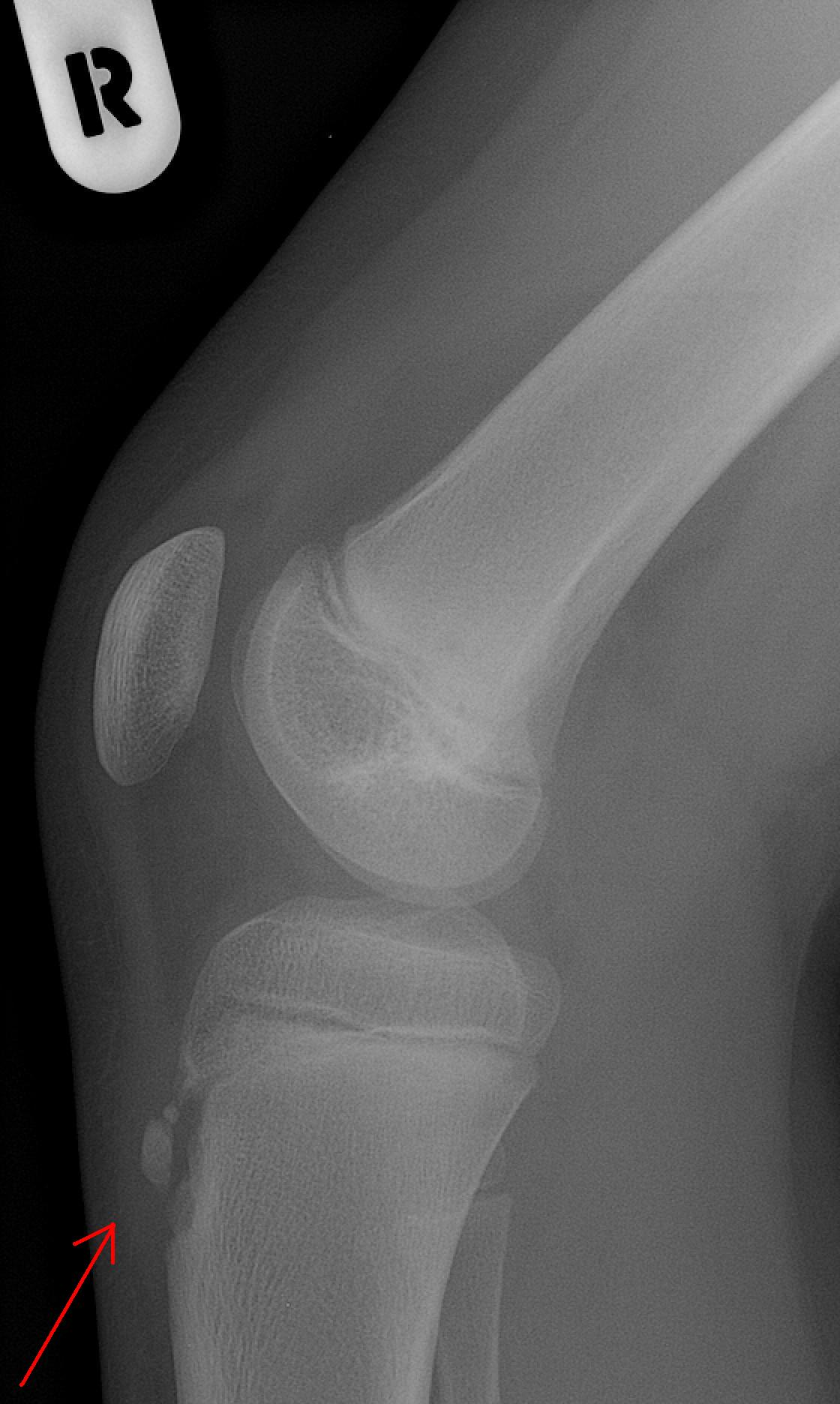
Röntgenaufnahme mit dem Befund eines Morbus Osgood-Schlatter

Die anterioren Knieschmerzen treten unter Belastung, beim Anspannen der Oberschenkelmuskulatur und bei manuellem Druck auf den Schienbeinrand unterhalb der Kniescheibe,  beim Sport allgemein und beim Niederknien, auf.

## Diagnostik
Bei den typischen klinischen Symptomen wie ventraler Knieschmerz über der Tuberositas tibiae nach Sport oder Belastung, eventuell auch tastbarer Schwellung ist keine weitere Diagnostik erforderlich. Um andere Verletzungen auszuschließen, werden jedoch bildgebende Verfahren zur Diagnose empfohlen.
Eine Bildgebung kommt bei atypischer Symptomatik in Betracht, dann je nach Fragestellung und Differentialdiagnose Sonographie des Sehnenansatzes (DD:Bursitis, Abszess), eine Röntgenaufnahme seitlich oder selten eine Kernspintomographie. Diagnostische Kriterien sind dann Fragmentation der Tuberositas, Auftreibung der ansetzenden Sehne, Weichteilödem sowie im MRT angrenzende Ödeme in der Tibia.

## Therapie
Die Behandlung ist symptomorientiert (Schonung, Kühlung, Schmerzmittel, entzündungshemmende Präparate, Krankengymnastik); die Prognose ist bei frühzeitiger Behandlung gut. Der Verlauf kann sich mehrere Monate und länger hinziehen. Bei über 90 % der Patienten tritt durch non-operative Behandlungsmethoden eine Besserung ein. Als Endstadium nach Abschluss des Wachstums und damit auch nach dem Verschluss der Wachstumsfugen können sich in dem erkrankten Areal Knochenkörperchen innerhalb der Sehne bilden (Ossikel). Bei Beschwerden sollten diese operativ entfernt werden.
Trotz des langen Krankheitsverlaufs ist die Heilungsprognose gut, abgesehen von Schmerzen beim Hinknien und in wenigen Fällen anderen Aktivitätseinschränkungen. Bei früher Diagnose und konsequenter Therapie sind die Chancen auf vollständige Heilung relativ hoch.

## Auftreten bei prominenten Sportlern
Der ehemalige britische Radprofi Michael Bennett begann mit dem Radfahren bei der Rehabilitation seines Morbus Osgood-Schlatter. Beim französischen Tennisspieler Gaël Monfils ebenso wie beim englischen Fußballspieler Jordan Henderson zeigt sich die Krankheit auch im Erwachsenenalter. Der österreichische Skirennläufer und Olympiasieger Hermann Maier litt vor Beginn seiner Karriere ebenfalls an dieser Krankheit.